# Долењци
Долењци (словен. Dolenjci) су насељено место у општини Чрномељ, регија Југоисточна Словенија, Словенија.

## Историја
До територијалне реорганизације у Словенији били су у саставу старе општине Чрномељ.

## Становништво
У попису становништва из 2011. године, Долењци су имали 92 становника.
| Број становника према пописима | Број становника према пописима | Број становника према пописима |
| ------------------------------ | ------------------------------ | ------------------------------ |
| 1991                           | 2002                           | 2011                           |
| 106                            | 83                             | 92                             |

Напомена: Године 2012. извршена је мала размена територија између насеља Адлешичи, Велика села, Долењци и Јанковичи.